# WorldSpan
Worldspan est un système de réservation informatique qui joue le rôle d'intermédiaire entre les prestataires comme les compagnies aériennes, chaînes d'hôtels, sociétés de location de voitures, compagnies ferroviaires et voyagistes, et les revendeurs finaux du secteur, principalement les agences. 
À cette fin, son système de réservation informatique adosse son service à une importante plate-forme de traitement des réservations, affichant les connexions à la plupart des grands fournisseurs mondiaux. Worldspan a été racheté par Travelport, également propriétaire de Galileo.
Les plus importants sont l'européen Amadeus, ainsi que les américains Sabre, Travelport qui inclut Galileo et Worldspan.